# Schenkenfelden
Schenkenfelden – gmina targowa w Austrii, w kraju związkowym Górna Austria, w powiecie Urfahr-Umgebung. Według Austriackiego Urzędu Statystycznego liczyła 1564 mieszkańców (1 stycznia 2015).